# Чалоба, Натаниэл
Натаниэл Ньакие Чалоба (англ. Nathaniel Nyakie Chalobah; род. 12 декабря 1994[…], Фритаун) — английский футболист Сьерра-Леонского происхождения, полузащитник клуба «Шеффилд Уэнсдей». 2 февраля 2013 года Натаниэл получил награду Молодой игрок года по версии Футбольной ассоциации.

## Клубная карьера

### «Челси»
Натаниэл родился в Фритауне, Сьерра-Леоне, с 2005 года он прошёл все уровни футбольной Академии «Челси». В сезоне 2010/11, ещё будучи школьником, он стал выступать в резервной команде «Челси», с которой он выиграл плей-офф Национальной премьер-лиги для резервистов. В сезоне 2011/12 Чалоба стал основным игроком и капитаном резерва и академии «Челси» и привёл молодёжку к победе в Молодёжном кубке Англии. В январе 2012 года он подписал профессиональный контракт с «Челси», который продлится до лета 2014 года. В возрасте 15 лет Чалоба был включён в основной состав клуба на матч Кубка Футбольной лиги против «Ньюкасл Юнайтед». В сезоне 2011/12 Чалоба вместе с основной командой полетел в Мюнхен на финал Лиги чемпионов УЕФА 2012, который «Челси» выиграл по пенальти 4:3. Натаниэл учился в школе St Andrews RC primary school & Bishop Thomas Grant в Стретеме, Южный Лондон.

### Аренда в «Уотфорде»
31 августа 2012 года Чалоба был отдан в аренду «Уотфорду» до января 2013 года. 18 сентября 2012 года Натаниэл впервые дебютировал на профессиональном уровне против «Брайтон энд Хоув Альбион», выйдя на замену на 73-й минуте вместо Фернандо Форестьери. В следующем туре, 23 сентября, Чалоба провёл в основном составе все 90 минут матча против «Бристоль Сити», который закончился вничью 2:2. 17 ноября он забил свой первый гол за «Уотфорд», ставший победным в ворота «Вулверхэмптон Уондерерс». Второй гол Натаниэл забил 15 декабря в ничьей 1:1 с «Бернли», это случилось через 3 дня после его 18-летия. 2 января 2013 года Чалоба продлил аренду в «Уотфорде» до конца сезона 2012/13. 8 февраля 2013 года Натаниэл забил третий гол за «Уотфорд» в матче с «Кристал Пэлас», который закончился вничью 2:2. 19 февраля забил свой четвёртый гол в ворота «Ипсвич Таун», в победе 2:0. 2 января 2013 года Чалоба продлил аренду в «Уотфорде» до конца сезона 2012/13. 26 апреля 2013 года Натаниэл забил свой 5-й гол в сезоне за «Уотфорд» ударом с 30 ярдов в ворота «Лестер Сити». «Уотфорд» выиграл матч со счётом 2:1.

### Аренда в «Ноттингем Форест»
19 сентября 2013 года Чалоба перешёл на правах аренды в «Ноттингем Форест» до 15 января 2014 года.

### Аренда в «Мидлсбро»
16 января 2014 года Натаниэл на правах аренды до конца сезона присоединился к «Мидлсбро». Дебют Чалоба в составе «Боро» состоялся 25 января в игре против «Лестер Сити» (0:2).

### Аренда в «Наполи»
1 сентября 2015 года Чалоба перешёл в клуб «Наполи», выступающий в итальянской Серии А, на правах аренды сроком на один сезон. 1 октября дебютировал за «Наполи», выйдя на замену в матче группового раунда Лиги Европы УЕФА против «Легии» (2:0). 10 декабря забил первый гол за «Наполи» на 32-й минуте в ответном матче Лиги Европы УЕФА против «Легии» (5:2).

### «Уотфорд»
13 июля 2017 года Натаниэл перешёл из «Челси» в «Уотфорд». 22-летний футболист подписал с клубом пятилетний контракт. Финансовые подробности сделки не разглашаются, но, по данным Daily Mail, сумма трансфера составила £ 6 млн. В «Уотфорде» Чалоба будет выступать под 14-м номером.

## Международная карьера
Натаниэл Чалоба дебютировал за сборную Англии до 16 лет в возрасте 13 лет в октябре 2008 года, а за сборную Англии до 17 в возрасте 14 лет в июле 2009 года. В 2010 году он выиграл чемпионат Европы среди юношей до 17 лет, а после стал капитаном сборной до 17 лет уже в 15-летнем возрасте. В сентябре 2011 года он дебютировал за сборную до 19 лет, где являлся капитаном.
8 ноября 2012 года он был вызван в молодёжную сборную Англии на матч против Северной Ирландии. Его дебют за молодежную сборную произошёл 13 ноября 2012 года против Северной Ирландии. Он вышел на поле на 76-й минуте, заменив Джордана Хендерсона. Чалоба также имеет право играть за сборную Сьерра-Леоне.
24 августа 2017 года тренер Гарет Саутгейт вызвал Чалоба в национальную сборную Англии на матчи отборочного турнира к чемпионату мира 2018 года с командами Мальты и Словакии.

## Стиль игры
Чалоба хорошо известен своей универсальностью, лидерскими навыками, и тактической осведомлённостью, как в защите так и в атаке. Его описывают как: «высокий, спортивный с отличным самообладанием, который спокойно играет на любой позиции в полузащите и обороне. Он отличен в отборе, а также может и сыграть в мяч, резко и точно через поле».

## Статистика выступлений
| Выступление      | Выступление      | Выступление      | Лига | Лига | Кубок страны | Кубок страны | Кубок лиги | Кубок лиги | Еврокубки | Еврокубки | Прочие | Прочие | Итого | Итого |
| Клуб             | Лига             | Сезон            | Игры | Голы | Игры         | Голы         | Игры       | Голы       | Игры      | Голы      | Игры   | Голы   | Игры  | Голы  |
| ---------------- | ---------------- | ---------------- | ---- | ---- | ------------ | ------------ | ---------- | ---------- | --------- | --------- | ------ | ------ | ----- | ----- |
| Уотфорд          | Чемпионшип       | 2012/13          | 38   | 5    | 1            | 0            | 0          | 0          | 0         | 0         | 3      | 0      | 42    | 5     |
| Уотфорд          | Итого            | Итого            | 38   | 5    | 1            | 0            | 0          | 0          | 0         | 0         | 3      | 0      | 42    | 5     |
| Ноттингем Форест | Чемпионшип       | 2013/14          | 4    | 1    | 0            | 0            | 0          | 0          | 0         | 0         | 0      | 0      | 4     | 1     |
| Ноттингем Форест | Итого            | Итого            | 4    | 1    | 0            | 0            | 0          | 0          | 0         | 0         | 0      | 0      | 4     | 1     |
| Мидлсбро         | Чемпионшип       | 2013/14          | 18   | 1    | 0            | 0            | 0          | 0          | 0         | 0         | 0      | 0      | 18    | 1     |
| Мидлсбро         | Итого            | Итого            | 18   | 1    | 0            | 0            | 0          | 0          | 0         | 0         | 0      | 0      | 18    | 1     |
| Бернли           | Премьер-лига     | 2014/15          | 4    | 0    | 0            | 0            | 0          | 0          | 0         | 0         | 0      | 0      | 4     | 0     |
| Бернли           | Итого            | Итого            | 4    | 0    | 0            | 0            | 0          | 0          | 0         | 0         | 0      | 0      | 4     | 0     |
| Рединг           | Чемпионшип       | 2014/15          | 15   | 1    | 5            | 0            | 0          | 0          | 0         | 0         | 0      | 0      | 20    | 1     |
| Рединг           | Итого            | Итого            | 15   | 1    | 5            | 0            | 0          | 0          | 0         | 0         | 0      | 0      | 20    | 1     |
| Наполи           | Серия А          | 2015/16          | 5    | 0    | 1            | 0            | 0          | 0          | 3         | 1         | 0      | 0      | 9     | 1     |
| Наполи           | Итого            | Итого            | 5    | 0    | 1            | 0            | 0          | 0          | 3         | 1         | 0      | 0      | 9     | 1     |
| Всего за карьеру | Всего за карьеру | Всего за карьеру | 84   | 8    | 7            | 0            | 0          | 0          | 3         | 1         | 3      | 0      | 97    | 9     |

### Статистика выступлений за сборную
| Матчи и забитые мячи за сборную Англии | Матчи и забитые мячи за сборную Англии | Матчи и забитые мячи за сборную Англии | Матчи и забитые мячи за сборную Англии | Матчи и забитые мячи за сборную Англии | Матчи и забитые мячи за сборную Англии | Матчи и забитые мячи за сборную Англии |
| -------------------------------------- | -------------------------------------- | -------------------------------------- | -------------------------------------- | -------------------------------------- | -------------------------------------- | -------------------------------------- |
| №                                      | Дата                                   | Оппонент                               | Счёт                                   | Голы                                   | Соревнование                           |                                        |
| 1                                      | 15 октября 2018                        | Испания                                | 3:2                                    | -                                      | Лига наций (А)                         |                                        |

## Достижения

### Командные достижения
«Челси»
- Чемпион Англии: 2016/17
- Чемпион Премьер-лиги для резервистов: 2010/11
- Обладатель Молодёжного кубка Англии: 2012

Сборная Англии (до 17 лет)
- Чемпион Европы среди юношей до 17 лет: 2010

### Личные достижения
- Молодой игрок года по версии Футбольной ассоциации: 2012